# Нападение на школьный автобус из Авивим
Террористическое нападение на школьный автобус из поселка Авивим (Бойня в школьном автобусе из Авивим, в англоязычных источниках — «Avivim school bus massacre») — проведено НФОП-ГК (ООП) 22 мая 1970 года на «Северном шоссе» в Израиле.
12 израильтян, включая 9 детей в возрасте от 7 до 14 лет, были убиты, 24—25 — ранены, в том числе тяжело.

## Теракт
Ранним утром 22 мая автобус, в основном с детьми 1 — 3-х классов, всего — более 30 пассажиров, как обычно, выехал из поселка (мошава) Авивим близ границы Израиля с Ливаном, и должен был доставить детей в местную школу в Довеве. Террористы, предположительно прибывшие из Ливана, заранее разведали расписание движения автобуса и устроили засаду на шоссе № 8967. Автобус был обстрелян, в том числе из ручного противотанкового гранатомёта, с обеих сторон дороги.
Водитель автобуса Рами Яркони (за несколько месяцев до теракта уже спасший своих пассажиров, выскользнув из засады террористов), как и двое других взрослых, был в числе пострадавших от первого залпа, но продолжил движение. После того, как они были убиты, автобус врезался в дорожное ограждение, при этом террористы продолжали вести огонь по автобусу.
Террористы задержаны не были.

## Жертвы
- Эстер Авикезер (23)  (иврит)
- Йехуда Охайон (10)  (иврит)
- Яффа Батито (8)  (иврит)
- Маймон Битон (7)  (иврит)
- Хавива Битон (7)  (иврит)
- Хана Битон (8)  (иврит)
- Шимон Битон (9)  (иврит)
- Шуламит Битон (9)  (иврит)
- Махлуф Битон (28)  (иврит)
- Ализа Перец (14)
- Рами Яркони (29)  (иврит)
- Шимон Азран (35)  Архивировано 5 августа 2012 года. (иврит)[10] [уточнить]
- Лея Ревиво (52) — скончалась от оставшегося в голове осколка в 2013 году[11].

Дети, учившиеся в первых трех классах, были захоронены на специальном участке кладбища в Цфате.
В память о жертвах теракта в центре поселка Авивим и у места теракта установлены монументы.
После теракта, была введена охрана каждого автобуса, чей маршрут проходит по «Северному шоссе».